# Isertia longifolia
Isertia longifolia là một loài thực vật có hoa trong họ Thiến thảo. Loài này được (Hoffmanns. ex Schult.) K.Schum. mô tả khoa học đầu tiên năm 1889.